# Shahbanu

Kejserligt vapen för Pahlavi Shahbanu.

Shahbanu var en persisk titel som ibland bars av drottningar i Sasanidernas Persien under antiken. 
Under Sasanidernas tid bars titeln av bland andra de regerande drottningarna Purandokht och Azarmidokht på 600-talet. Titeln försvann när islam kom till Iran, då islamisk lag tillät en man att ha flera hustrur och att de alla skulle ha samma rang. 
Titeln återupplivades då den år 1967 skänktes av shah Mohammad Reza Pahlavi till hans fru Farah Pahlavi. 